# Kochichthys flavofasciatus
Kochichthys flavofasciatus és una espècie de peix de la família dels pingüipèdids i l'única del gènere Kochichthys.

## Etimologia
Kochichthys fa referència a Kochi, la capital de la prefectura de Kōchi i port marítim situat a l'illa de Shikoku (el Japó).

## Descripció
Fa 16 cm de llargària màxima.

## Alimentació
El seu nivell tròfic és de 3,41.

## Hàbitat i distribució geogràfica
És un peix marí, demersal i de clima subtropical, el qual viu al Pacífic nord-occidental: la badia de Tosa (el Japó) i Taiwan.

## Observacions
És inofensiu per als humans.